# 42e corps d'armée (France)
Pour les articles homonymes, voir 42e corps d'armée.

## Créations et différentes dénominations
- Région fortifiée de Metz
- 16/03/1940 : 42e corps d'armée de forteresse

## Les chefs du42ecorpsd'armée
- 21/08/1939 : général Sivot
- 26/05/1940 - 23/06/1940 : général Renondeau

### À la mobilisation de 1939
À la mobilisation, il est rattaché à la 3e Armée
- Comme 42e corps d'armée de forteresse, il est composé de :

- 128e régiment d'infanterie de forteresse
- 139e régiment d'infanterie de forteresse
- 149e régiment d'infanterie de forteresse
- 142e régiment du génie (1re et 2e compagnies)
- 46e régiment d'artillerie mobile de forteresse
- Et tous les services (compagnie télégraphique, compagnie radio, compagnie auto, groupe sanitaire, compagnie de ravitaillement en viande, groupe d'exploitation, etc.).

## Sources et bibliographie
- Serge Andolenko, Recueil d'Historiques de l'Infanterie française, Eurimprim, 1969.